# Basavarsikoppa, Kalghatgi
Basavarsikoppa là một làng thuộc tehsil Kalghatgi, huyện Dharwad, bang Karnataka, Ấn Độ.